# 28842 Bhowmik
28842 Bhowmik è un asteroide della fascia principale. Scoperto nel 2000, presenta un'orbita caratterizzata da un semiasse maggiore pari a 2,9081594 UA e da un'eccentricità di 0,0715236, inclinata di 1,18385° rispetto all'eclittica.